# Андреевский, Леонид Иванович
Леони́д Ива́нович Андрее́вский (1891—1962) — русский офицер, герой Первой мировой войны, участник Белого движения.

## Биография
Из потомственных дворян. Уроженец Саратовской губернии.
Окончил Одесский кадетский корпус (1910) и Киевское военное училище (1912), откуда выпущен был подпоручиком в 107-й пехотный Троицкий полк. 22 апреля 1913 года переведен в 14-й стрелковый полк, в рядах которого и вступил в Первую мировую войну. Произведен в поручики 5 июля 1915 года «за отличия в делах против неприятеля». Удостоен ордена Св. Георгия 4-й степени
За то, что, состоя в чине поручика, в бою с 2 по 6 июня 1916 года у д. Киселин, под губительным артиллерийским, пулеметным и ружейным огнём противника, будучи начальником пулеметной команды и лично командуя взводами пулеметов, оставаясь без прикрытия, жертвуя собою и неся огромные потери, штабс-капитан Андреевский своими решительными и спокойными действиями сдерживал напор сильнейшего врага. Выручил полк из тяжелого положения и дал ему возможность отойти на главную позицию за р. Стоход. Ни один пулемет и ящик в этом бою штабс-капитаном Андреевским потерян не был.
Произведен в штабс-капитаны 28 июля 1916 года, в капитаны — 16 мая 1917 года.
13 января 1918 года вступил в отряд полковника Дроздовского, формировавшийся на Румынском фронте, участвовал в походе Яссы — Дон в составе 2-й роты Стрелкового полка. По прибытии в Добровольческую армию — командир роты в 1-м Дроздовском полку, затем помощник командира во 2-м Дроздовском полку. Был ранен. Произведен в полковники 14 мая 1919 года. Эвакуировался из Новороссийска 8 марта 1920 года на корабле «Херсон», летом того же года — на Кипре. Затем служил в Русской армии Врангеля до эвакуации Крыма. Галлиполиец, на 1 августа 1922 года — в составе Дроздовского полка в Болгарии.
В эмиграции в Югославии. В годы Второй мировой войны служил в Русском корпусе. После войны переехал в США. Состоял членом местного отдела Общества галлиполийцев. Скончался в 1962 году в Нью-Йорке. Похоронен на кладбище Новодивеевского монастыря вместе со своим младшим братом Всеволодом (1895—1961), офицером-артиллеристом, участником Первой мировой войны и Белого движения, подполковником-дроздовцем.

## Награды
- Орден Святого Станислава 3-й ст. с мечами и бантом (ВП 10.10.1915)
- Орден Святой Анны 3-й ст. с мечами и бантом (ВП 31.08.1916)
- Орден Святого Георгия 4-й ст. (ПАФ 4.03.1917)